# Valle Agricola
Valle Agricola – miejscowość i gmina we Włoszech, w regionie Kampania, w prowincji Caserta.
Według danych na rok 2004 gminę zamieszkiwało 1112 osób, 46,3 os./km².